# Barentsburg
Barentsburg - Баренцбург (rus) - és un assentament rus ubicat a l'arxipèlag Svalbard, Noruega. Té una població de 492 habitants (2016), la majoria dels quals són russos i ucraïnesos.
Malgrat que Svalbard estigui sota sobirania de Noruega, el tractat de Spitsbergen del 1920 permet als ciutadans dels països signataris una igualtat de drets per explotar els recursos naturals. Actualment, Rússia és un dels dos països juntament amb Polònia que encara mantenen presència a l'arxipèlag -deixant de banda Noruega-, i el país manté un consolat a Barentsburg.
Barentsburg té un clima polar extremadament fred, amb vuit mesos de temperatures mitjanes sota zero i tan sols quatre mesos lliures de neu i gel. A l'hivern les temperatures poden arribar a baixar -30 °C i alguns dies càlids d'estiu la temperatura pot arribar a 20 °C.

## Història
Anomenada així per l'explorador holandès Willem Barentsz, Barentsburg és una comunitat minera, dirigida per l'empresa soviètica Arktikugol des del 1932, any en què els neerlandesos la van vendre a la Unió Soviètica.

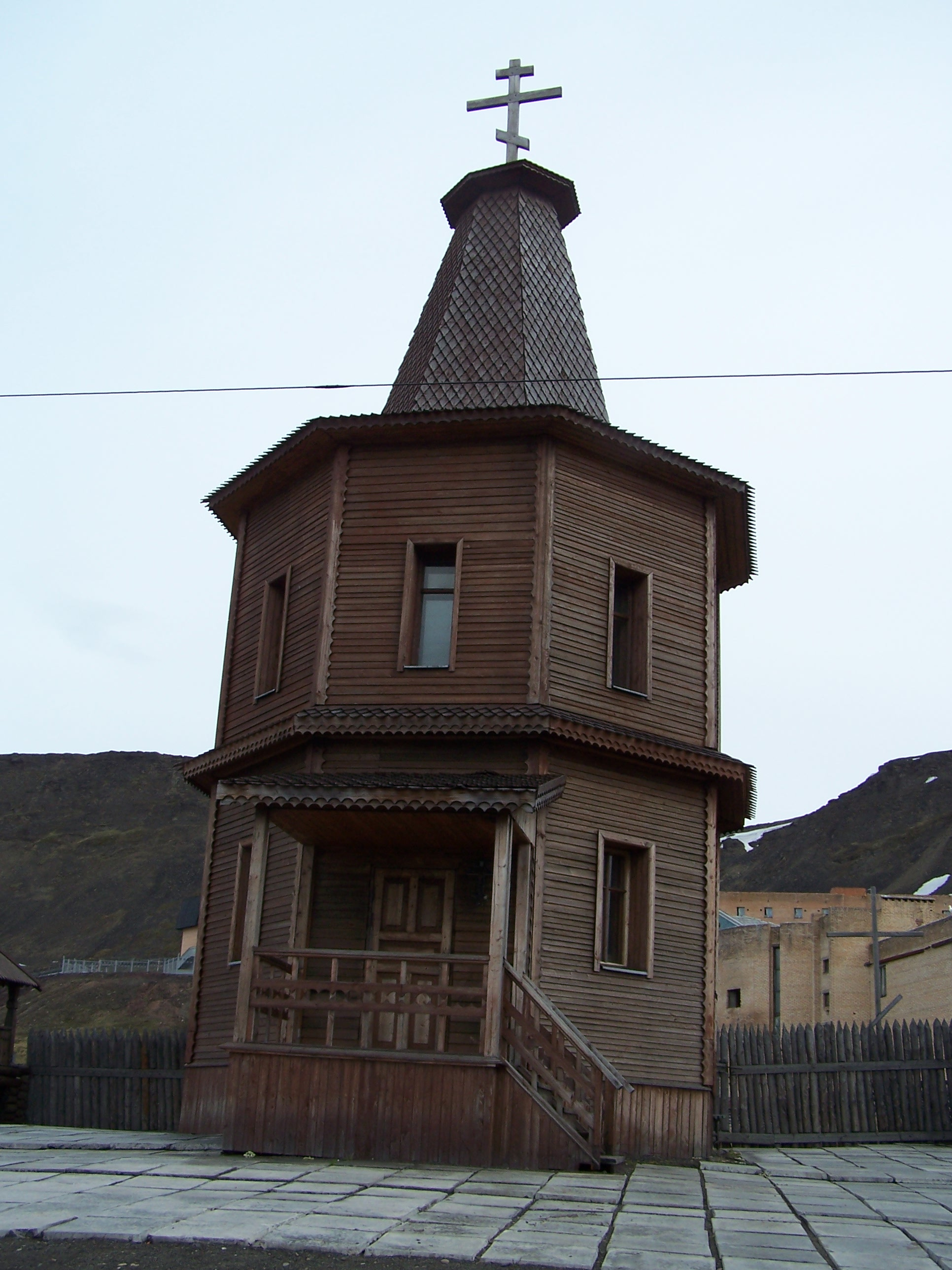
L'església de Barentsburg.

Durant l'era soviètica, Barentsburg va servir com a aparador del comunisme de la URSS a Noruega i a l'Àrtida. El poble sempre va estar habitat i la gent era considerada privilegiada, ja que comptaven amb un centre esportiu i una piscina olímpica coberta, elements únics a Svalbard. La importància donada a la ciutat no era només a causa de raons de prestigi, sinó també per raons estratègiques. Durant la Guerra Freda, l'assentament mai es va fer servir per a l'espionatge, tenint en compte que Svalbard és una àrea desmilitaritzada, però tot i això la seva situació estratègica va fer que Rússia mai l'abandonés.
Malgrat tot després de la caiguda de la URSS, Barentsburg va ser abandonat progressivament per Moscou i va caure en decadència. La ciutat es va despoblar progressivament (de 1.500 habitants a l'era soviètica, al voltant de 400 a l'actualitat) i les condicions de vida són cada vegada més precàries. La gent, massa pobre per importar material de Rússia, ara viu gairebé autarquia, incloent diners en efectiu de la granja de bestiar situada més al nord del món. La companyia Arktikugol ha estat fortament criticada per la seva mala gestió i les promeses fetes als treballadors (el salari que van prometre als treballadors a Rússia no és ni la tercera part del salari real que reben actualment). Són massa pobres i no tenen mitjans per tornar a casa. Per sobreviure, no tenen més remei que recórrer a l'ajuda humanitària proporcionada per les associacions de Noruega. El turisme és també avui una nova font d'ingressos.

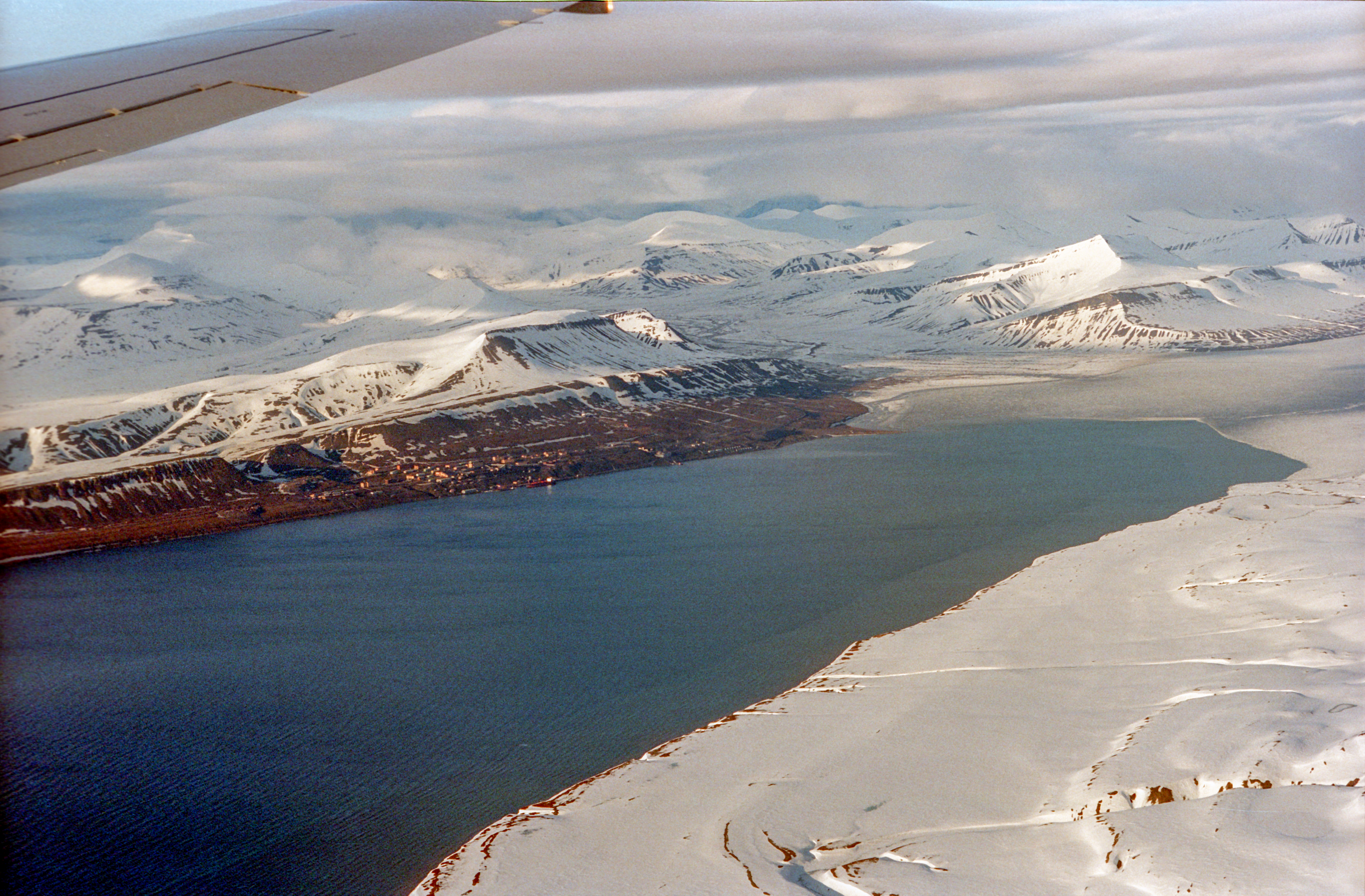
Barentsburg des de l'aire.

L'abril de 2011, Artur Chilingarov, el representant especial del president rus per a la cooperació internacional a l'Àrtida i l'Antàrtida, va anunciar la propera creació d'un centre científic a Barentsburg.
El 17 d'octubre del 2007 hi va haver un incendi subterrani, que hauria donat lloc a l'evacuació de la ciutat.

## Economia

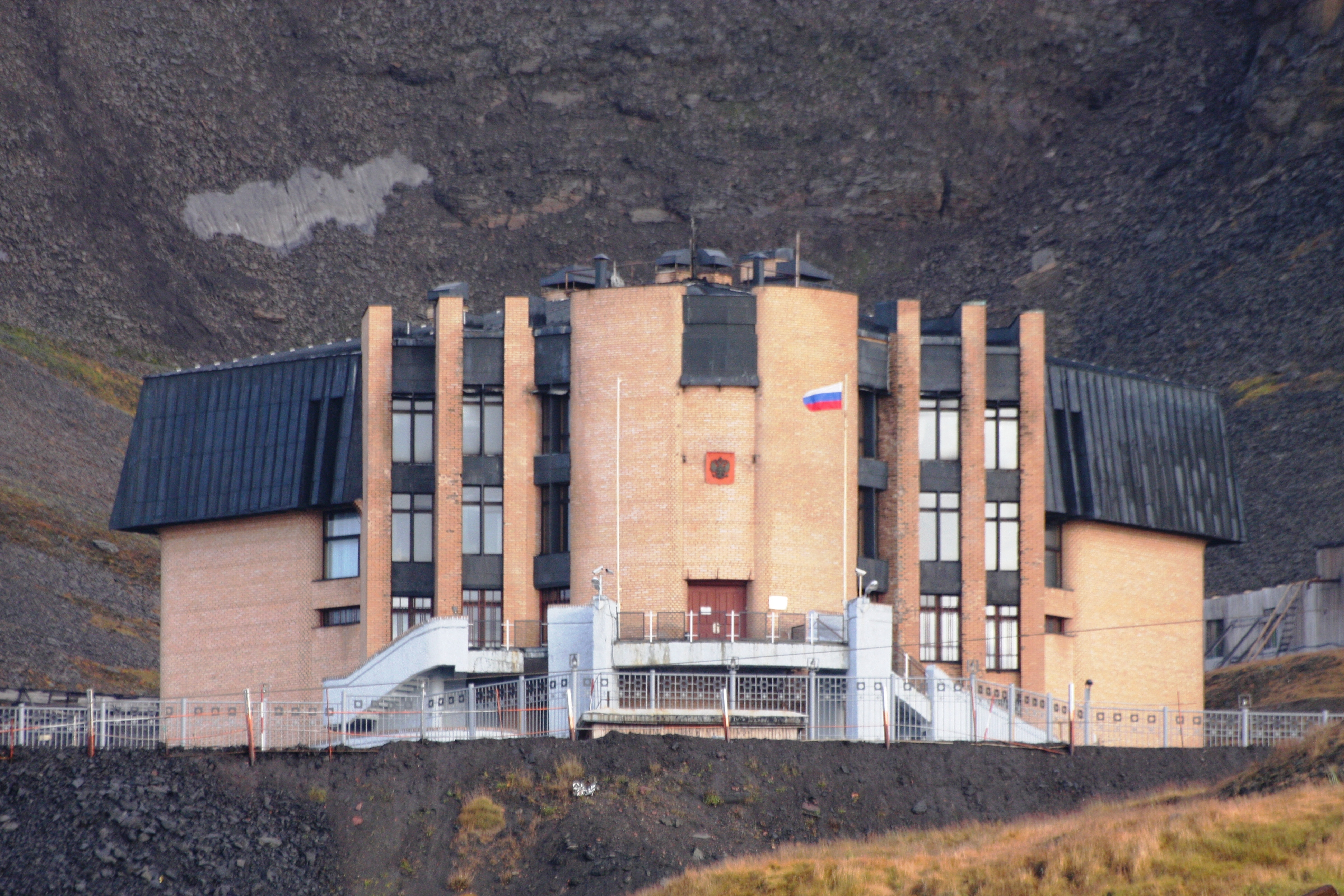
El consolat de Rússia a Barentsburg.

Des de 1932 els russos operen a Svalbard a través de la companyia Arktikugol (Арктикуголь). La principal activitat econòmica és la mineria del carbó, però actualment hi comença a haver turisme. La distància amb Longyearbyen és de 55 km, però no hi ha carreteres i la majoria dels contactes entre les dues ciutats es fa amb vaixell, en un trajecte que dura entre 2 i 3 hores.
El carbó s'exporta generalment al nord d'Europa amb vaixell. Barentsburg depèn totalment de Rússia per als aliments; quan el subministrament rus d'aliments ha fallat se n'ha portat des de Longyearbyen. La companyia de carbó, en alguns casos, no paga els sous dels miners fins que acaben el contracte de tres anys i tornen a Rússia. El turisme tot just comença a funcionar i no genera prou diners per revifar la ciutat. En canvi a la veïna Longyearbyen hi està ben establert el turisme d'aventura.
Durant l'època soviètica Barentsburg es feia servir d'aparador del comunisme a l'àrtic i la població estava ben abastida i poblada. Amb el col·lapse de la URSS els fons econòmics es reduïren i la ciutat entrà en decadència.

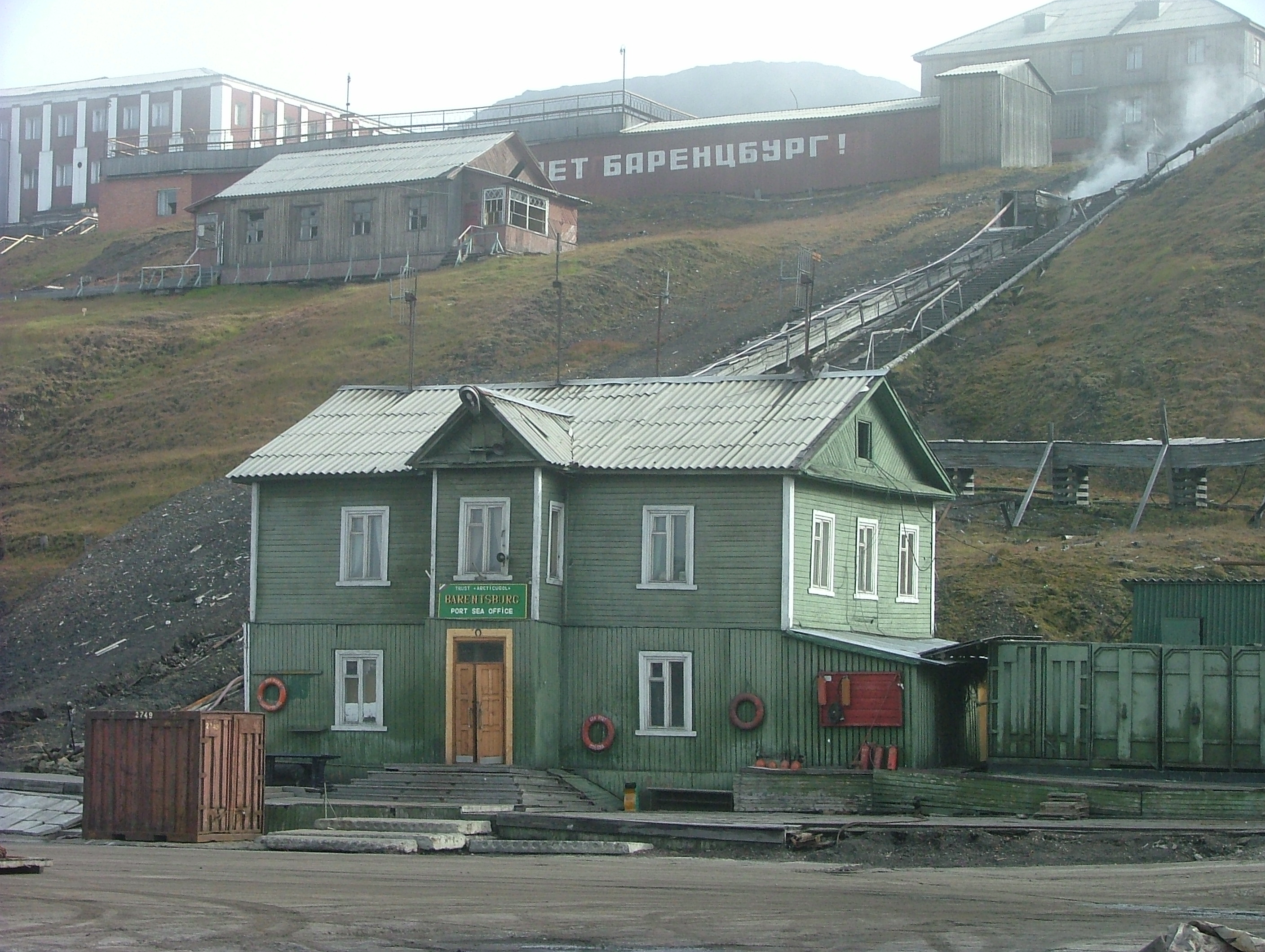
Barentsburg, des del port.

## Geografia
L'assentament està situat a l'oest de l'illa de Spitsbergen, al Grønfjorden, una branca de l'Isfjorden. Està compost per tres carrers principals, amb diversos hotels, una església i unes quantes desenes d'habitatges i edificis comunitaris, com el consolat de Rússia a l'assentament o una escola infantil. Hi ha una estàtua de Lenin a Barentsburg.

### Clima
Barentsburg té un clima polar de tundra. Les temperatures es caracteritzen per ser sota zero 10 mesos de l'any i la precipitació és força abundant, amb 552 mm anuals. La temperatura més alta registrada va ser de 29,3 °C al mes de juliol de 2009 i la més baixa -39,8 al mes de març de 1986.
| Dades climàtiques a Barentsburg    | Dades climàtiques a Barentsburg | Dades climàtiques a Barentsburg | Dades climàtiques a Barentsburg | Dades climàtiques a Barentsburg | Dades climàtiques a Barentsburg | Dades climàtiques a Barentsburg | Dades climàtiques a Barentsburg | Dades climàtiques a Barentsburg | Dades climàtiques a Barentsburg | Dades climàtiques a Barentsburg | Dades climàtiques a Barentsburg | Dades climàtiques a Barentsburg | Dades climàtiques a Barentsburg |
| Mes                                | gen                             | febr                            | març                            | abr                             | maig                            | juny                            | jul                             | ag                              | set                             | oct                             | nov                             | des                             | anual                           |
| ---------------------------------- | ------------------------------- | ------------------------------- | ------------------------------- | ------------------------------- | ------------------------------- | ------------------------------- | ------------------------------- | ------------------------------- | ------------------------------- | ------------------------------- | ------------------------------- | ------------------------------- | ------------------------------- |
| Màxima rècord °C (°F)              | 6.8 (44.2)                      | 5.6 (42.1)                      | 4.1 (39.4)                      | 5.3 (41.5)                      | 9.9 (49.8)                      | 14.6 (58.3)                     | 20.3 (68.5)                     | 17.5 (63.5)                     | 12.1 (53.8)                     | 8.5 (47.3)                      | 6.8 (44.2)                      | 5.9 (42.6)                      | 20.3 (68.5)                     |
| Màxima mitjana °C (°F)             | −9.1 (15.6)                     | −9.4 (15.1)                     | −9.4 (15.1)                     | −6.4 (20.5)                     | −1.1 (30)                       | 4.0 (39.2)                      | 8.4 (47.1)                      | 7.2 (45)                        | 2.9 (37.2)                      | −2.6 (27.3)                     | −5.1 (22.8)                     | −7.4 (18.7)                     | −2.3 (27.9)                     |
| Mitjana diària °C (°F)             | −12.1 (10.2)                    | −12.7 (9.1)                     | −12.4 (9.7)                     | −9.7 (14.5)                     | −3.3 (26.1)                     | 2.2 (36)                        | 6.0 (42.8)                      | 5.1 (41.2)                      | 1.0 (33.8)                      | −4.7 (23.5)                     | −7.6 (18.3)                     | −10.5 (13.1)                    | −4.9 (23.2)                     |
| Mínima mitjana °C (°F)             | −15.2 (4.6)                     | −15.7 (3.7)                     | −15.5 (4.1)                     | −12.1 (10.2)                    | −5.1 (22.8)                     | 0.8 (33.4)                      | 4.4 (39.9)                      | 3.6 (38.5)                      | −0.4 (31.3)                     | −6.6 (20.1)                     | −10.1 (13.8)                    | −12.9 (8.8)                     | −7.1 (19.2)                     |
| Mínima rècord °C (°F)              | −37.1 (−34.8)                   | −39.3 (−38.7)                   | −39.8 (−39.6)                   | −31.3 (−24.3)                   | −22.5 (−8.5)                    | −9.2 (15.4)                     | −0.7 (30.7)                     | −3.5 (25.7)                     | −12 (10)                        | −27.1 (−16.8)                   | −29.3 (−20.7)                   | −37.3 (−35.1)                   | −39.8 (−39.6)                   |
| Precipitació mitjana mm (polzades) | 61 (2.4)                        | 50 (1.97)                       | 56 (2.2)                        | 44 (1.73)                       | 28 (1.1)                        | 21 (0.83)                       | 25 (0.98)                       | 35 (1.38)                       | 54 (2.13)                       | 56 (2.2)                        | 59 (2.32)                       | 63 (2.48)                       | 552 (21.73)                     |
| Mitjana de dies de pluja           | 2                               | 1                               | 2                               | 1                               | 3                               | 10                              | 17                              | 16                              | 12                              | 4                               | 3                               | 2                               | 73                              |
| Mitjana de dies de neu             | 24                              | 20                              | 22                              | 20                              | 20                              | 10                              | 1                               | 3                               | 14                              | 22                              | 23                              | 24                              | 203                             |
| Humitat relativa mitjana (%)       | 77                              | 77                              | 77                              | 77                              | 79                              | 81                              | 81                              | 82                              | 81                              | 77                              | 77                              | 77                              | 79                              |
| Font: Pogoda.ru.net                |                                 |                                 |                                 |                                 |                                 |                                 |                                 |                                 |                                 |                                 |                                 |                                 |                                 |

## Galeria d'imatges

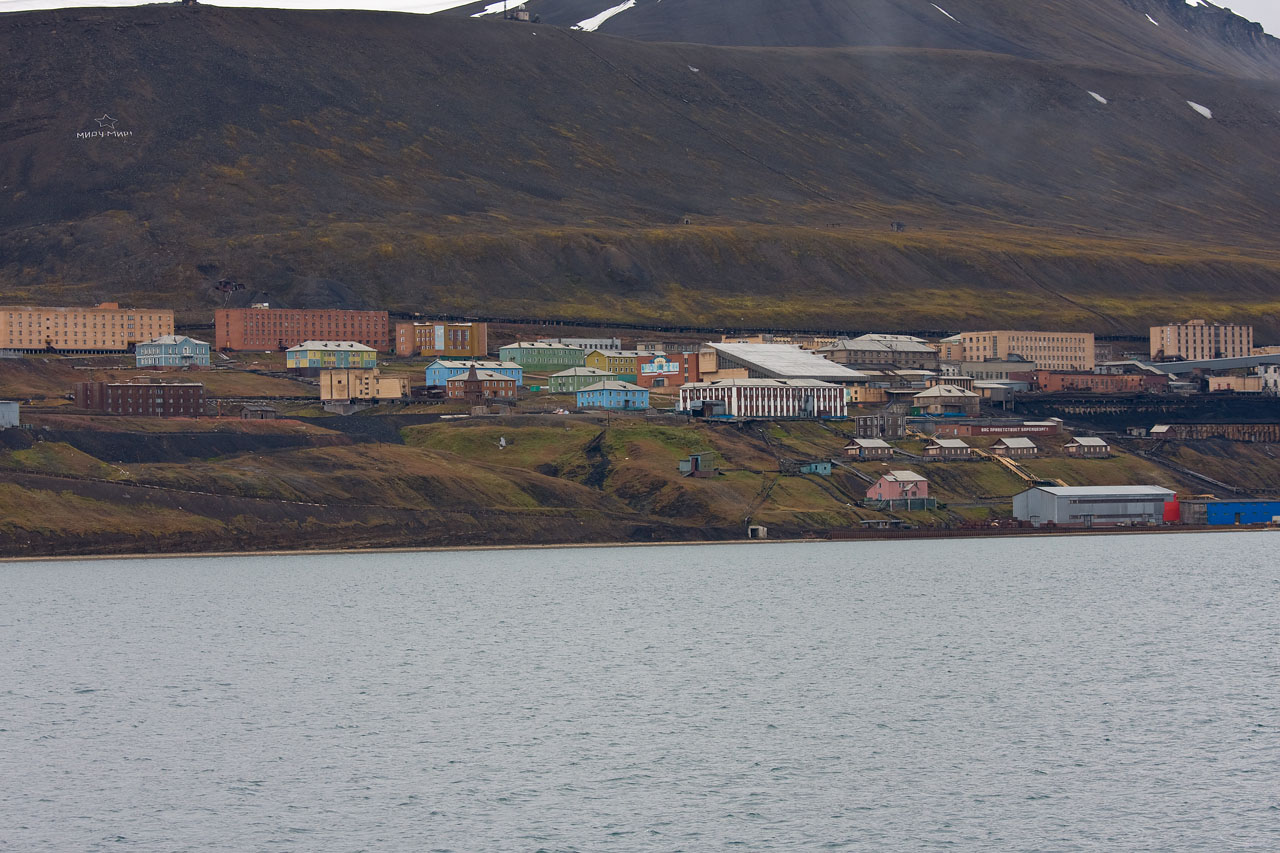
Barentsburg des de la costa
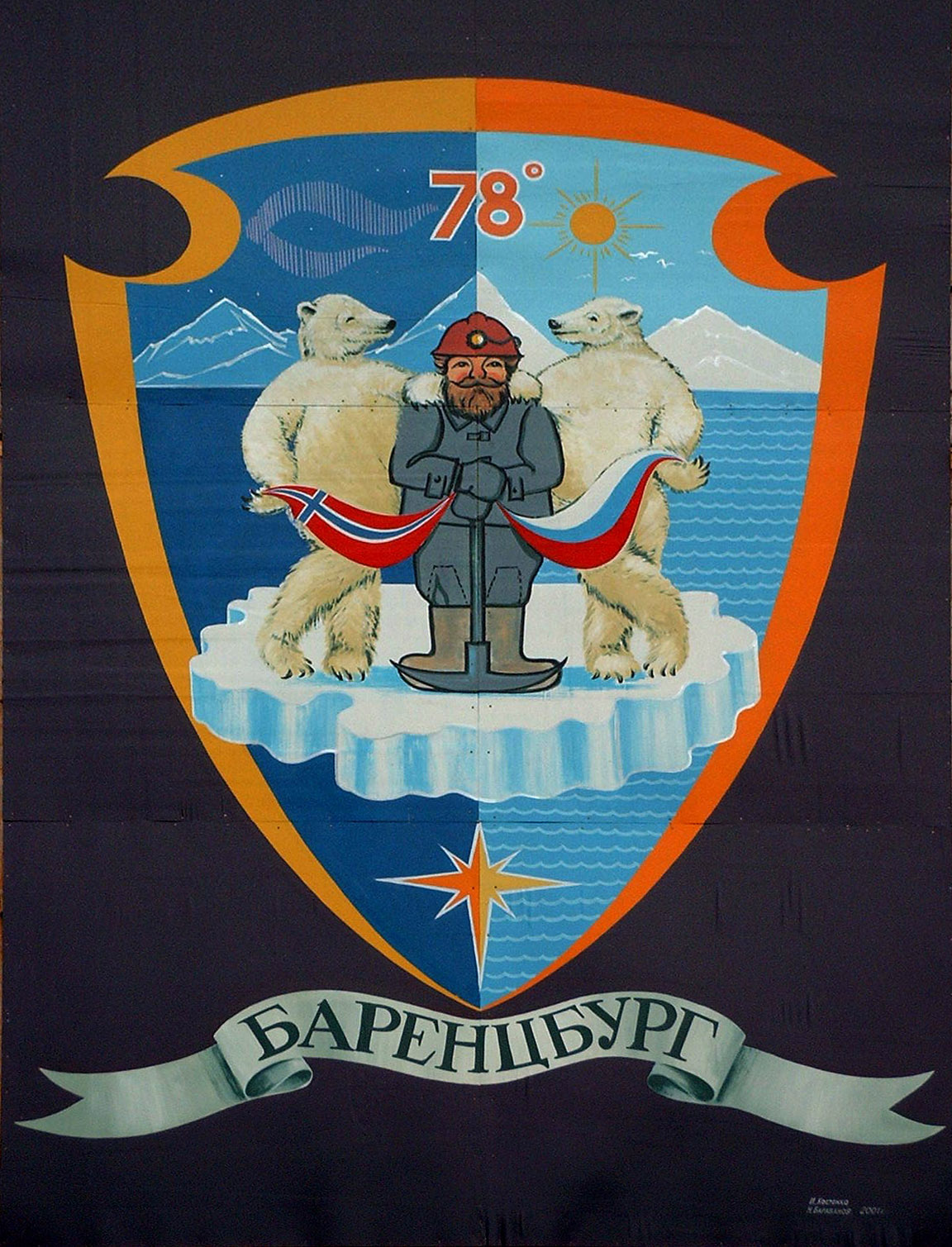
Barentsburg: mines i ossos polars a 78° de latitud
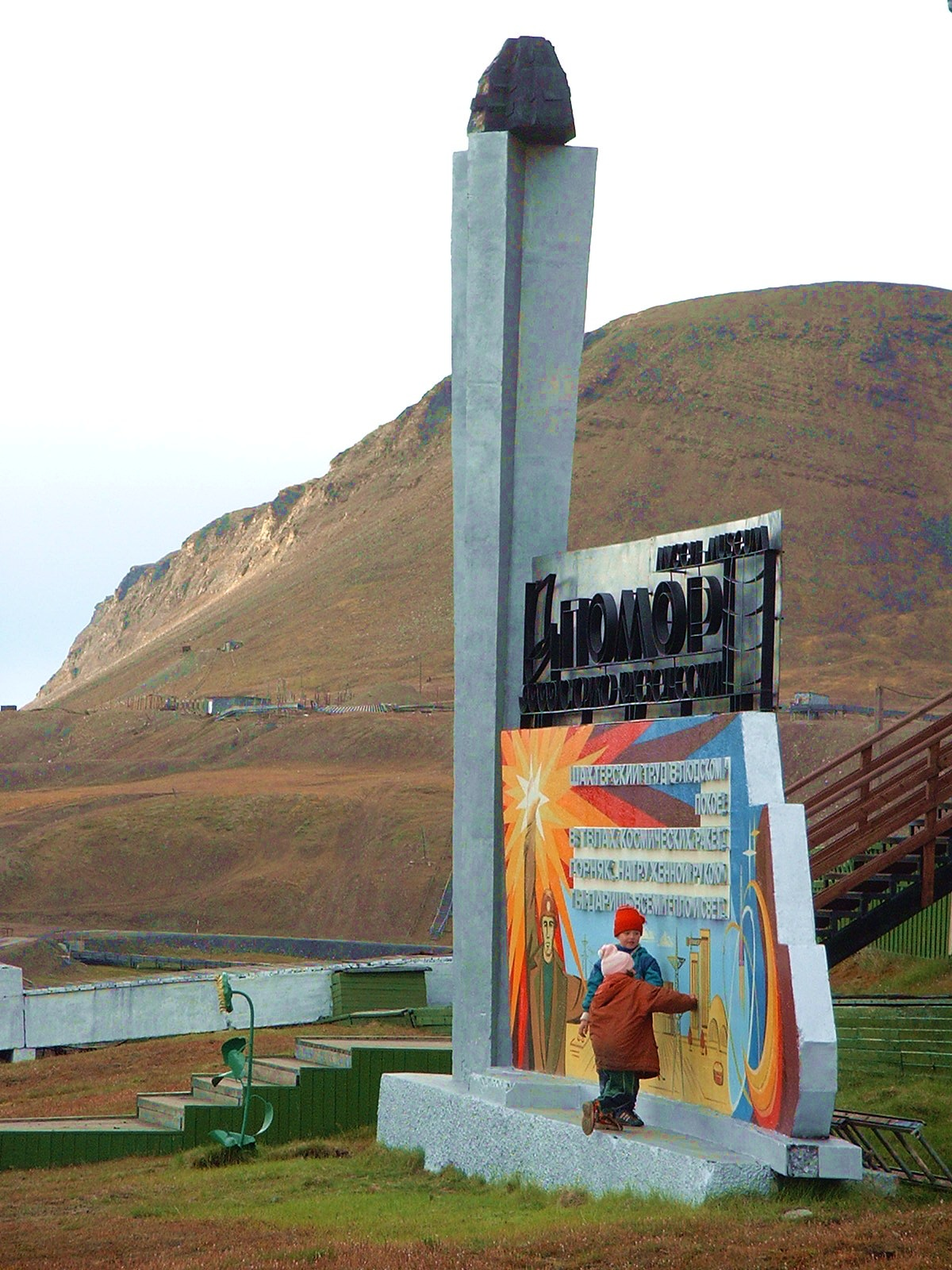
Monument al carbó
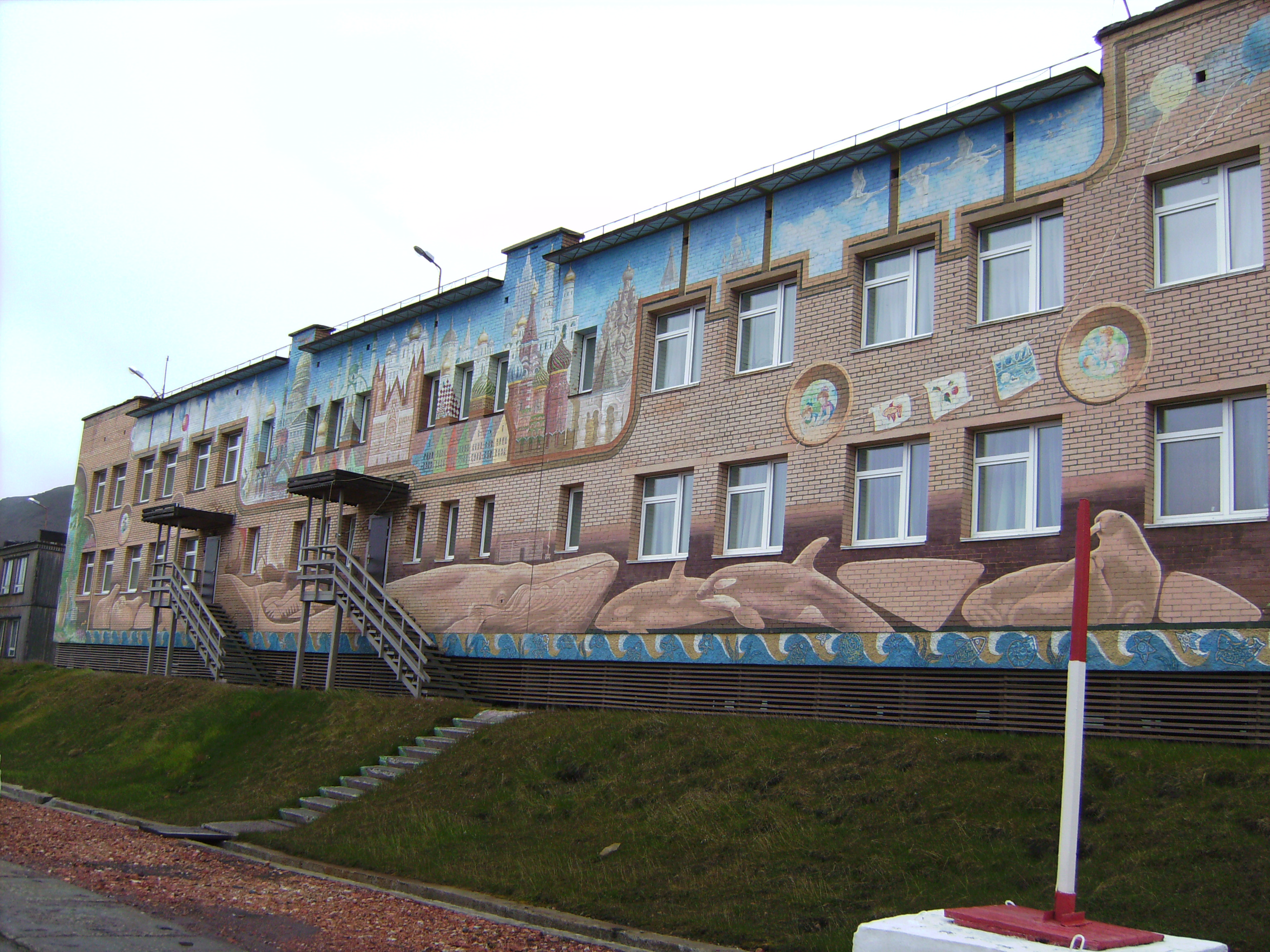
Escola infantil de Barentsburg, a les parets estan dibuixats els animals típics de Svalbard
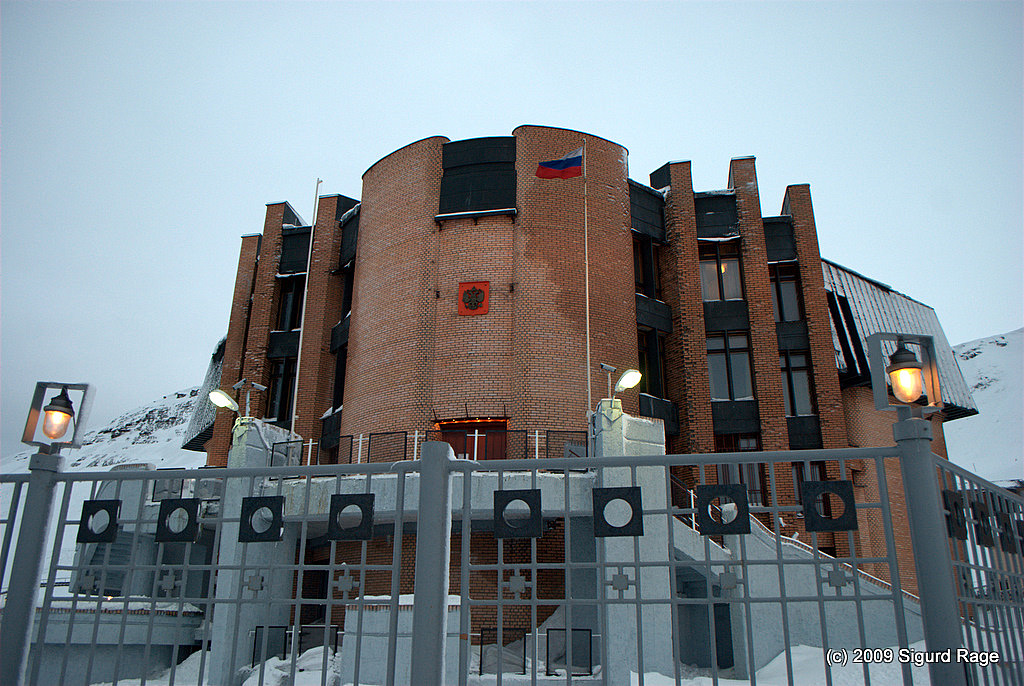
Consolat de Rússia a Barentsburg
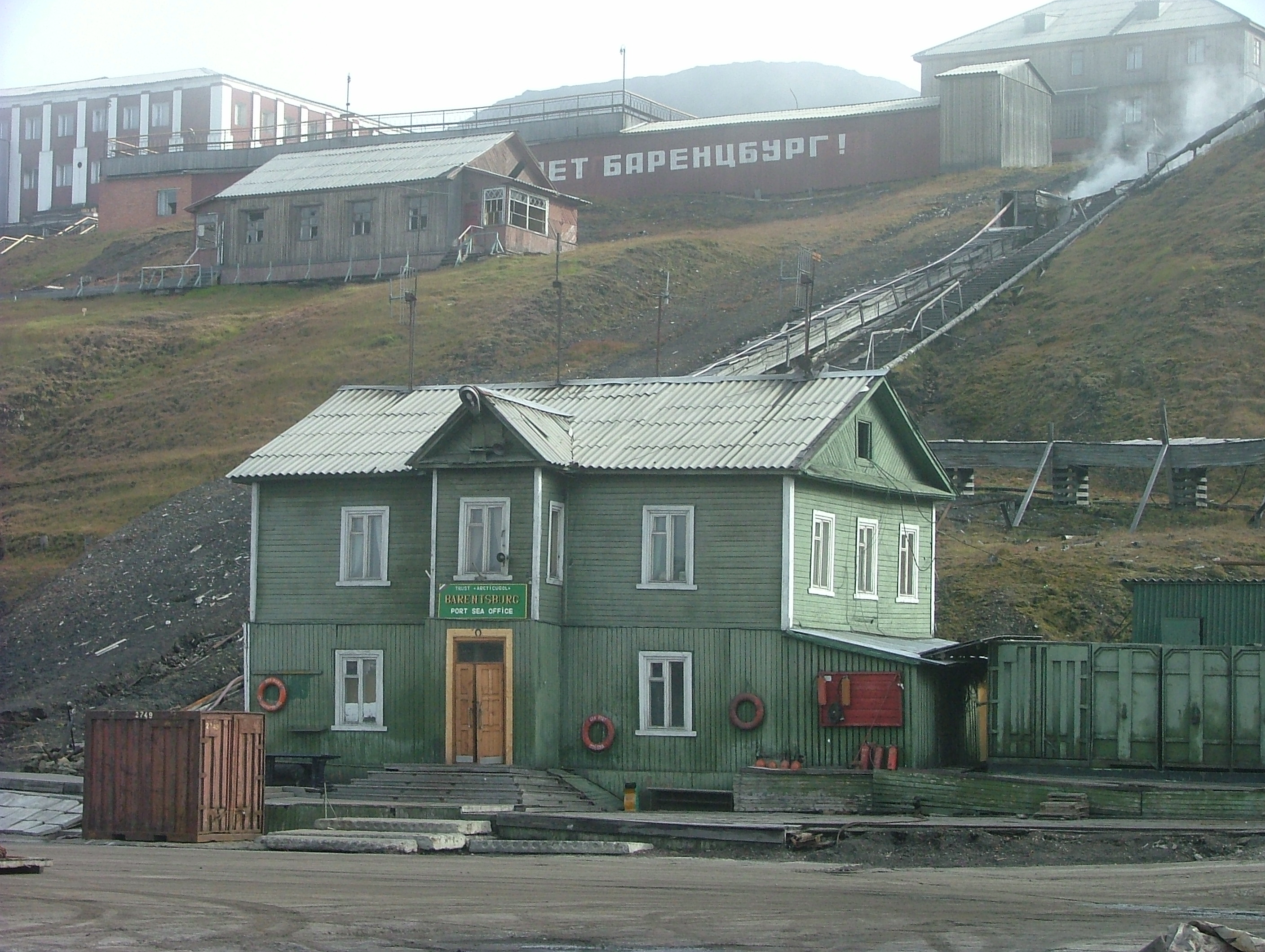
Barentsburg, des del port
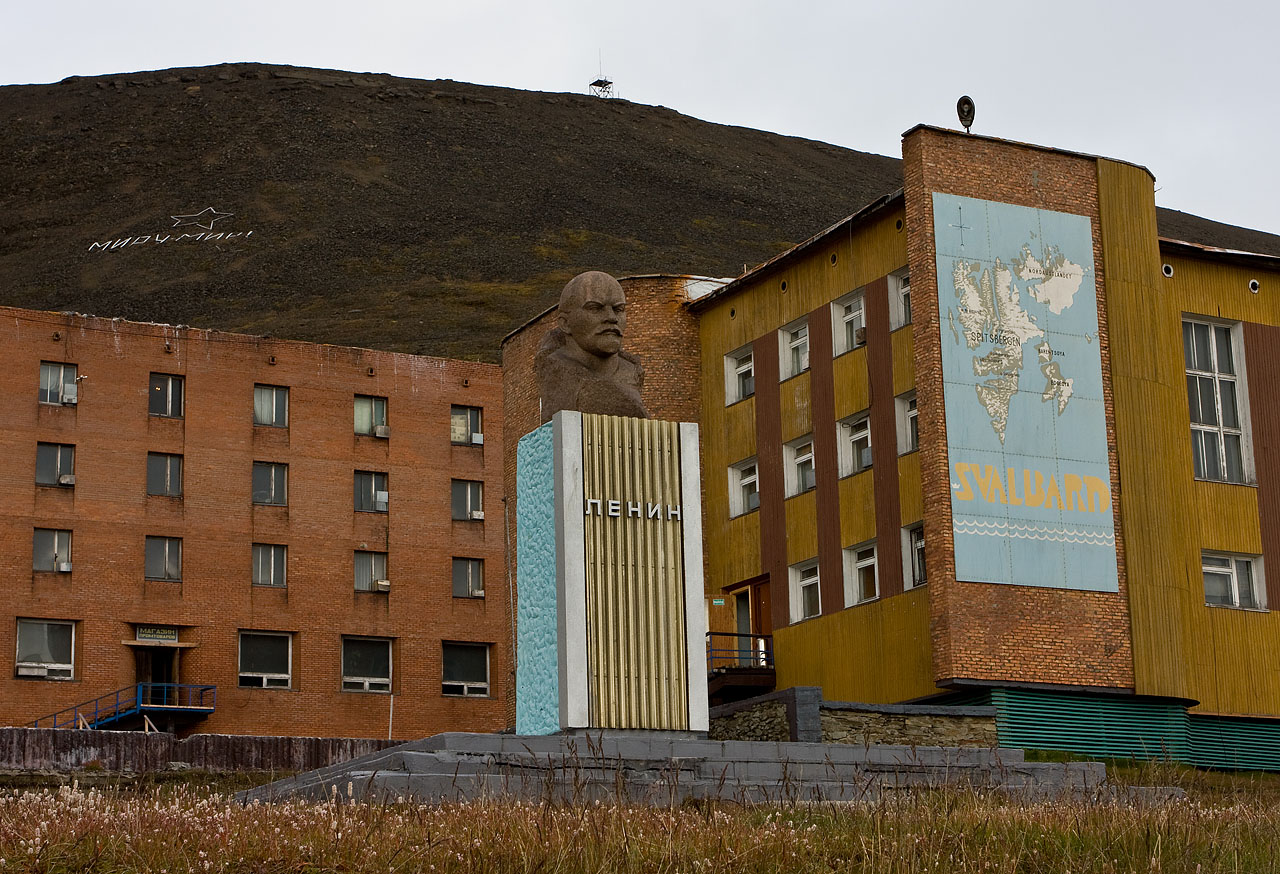
La segona estàtua de Lenin més septentrional